# Täschhorn
Täschhorn (4491 m n. m.) je hora ve Walliských Alpách. Leží na území Švýcarska v kantonu Valais nedaleko hranic s Itálií. Náleží do masivu Mischabel. Nachází se jižně od Domu a severně od Alphubelu. Na vrchol je možné vystoupit z chat Täschhütte (2701 m n. m.), Mischabeljoch Biwak (3851 m n. m.), Europaweghütte Täschalp (2200 m n. m.), Hotel Langflue (2867 m n. m.), Kinhütte (2584 m n. m.) a Domhütte (2940 m n. m.m). Horu obklopují ledovce Kingletscher na západě, Weingartengletscher na jihu a Feegletscher na východě.
Prvními lidmi na vrcholu byli 30. července 1862 horolezci John Llewelyn-Davies, J. W. Hayward, Peter-Josef Summermatter, Stefan a Johann Zumtaugwald.